# Kanzlei des Seimas der Republik Litauen
Die  Kanzlei des Seimas der Republik Litauen (lit. Lietuvos Respublikos Seimo kanceliarija, LRSK) ist eine staatliche Anstalt, die das litauische Parlament Seimas als Dienstleister bei dessen Aktivitäten unterstützt und dem Parlament hilft, seine Funktionen auszuüben. Die Kanzlei hat 1.243 Mitarbeiter.
Die Regierung Litauens wird von der Lietuvos Respublikos Vyriausybės kanceliarija unterstützt.
Die Kanzlei befindet sich in der Gedimino pr. 53 in Vilnius.

## Kanzler
- 1993–1996: Neris Germanas (* 1946); Leiter der Seimas-Kanzlei: Arvydas Kregždė (ab 19. Dez. 1994)[1]
- 1996–2000: Jurgis Razma (* 1958)
- bis 2009: Gintautas Vilkelis
- 2009–2014: Jonas Milerius (* 1949)
- 2014–2020: Daiva Raudonienė
- Januar–Mai 2020: Vaida Servetkienė (kommissarisch), Leiterin der Dokumentabteilung
- Juni–November 2020: Marius Žiūkas (* 1985) (komm.), Leiter der Finanzabteilung

## Vizekanzler
- Gedeminas Aleksonis
- Antanas Dimaitis